# Straight Up (Badfinger)
Straight Up è un album in studio del gruppo musicale britannico Badfinger, pubblicato nel 1971.

## Tracce
Side 1
1. Take It All – 4:25
2. Baby Blue – 3:37
3. Money – 3:29
4. Flying – 2:38
5. I'd Die Babe – 2:33
6. Name of the Game – 5:19

Side 2
1. Suitcase – 2:53
2. Sweet Tuesday Morning – 2:31
3. Day After Day – 3:09
4. Sometimes – 2:56
5. Perfection – 5:07
6. It's Over – 3:34

## Formazione

### Gruppo
- Pete Ham - chitarra, piano, voce
- Tom Evans - basso, voce
- Joey Molland - chitarra, voce
- Mike Gibbins - batteria

### Collaboratori
- George Harrison - slide guitar (9), chitarra (5)
- Leon Russell - piano (9), chitarra (7)
- Bobby Diebold - basso (7)
- Klaus Voormann - piano (7)
- Bill Collins - fisarmonica (8)